# Khách sạn Aladdin
Aladdin là một khách sạn và sòng bạc nằm trên Las Vegas Strip ở Paradise, Nevada. Nhà sản xuất đồ chơi Edwin S. Lowe đã khai trương Khách sạn Tallyho 450 phòng trên khu đất này vào năm 1962. Tallyho là khách sạn lớn duy nhất ở Nevada không có sòng bạc; nó đóng cửa vào cuối năm và được bán cho Kings Crown Inns of America, một chuỗi khách sạn đã mở lại khách sạn một tháng sau với tên King's Crown Tallyho. Công ty đã bổ sung thêm sòng bạc và phòng trưng bày nhưng kế hoạch mở sòng bạc đã bị dừng lại khi Ủy ban Kiểm soát Trò chơi Nevada từ chối cấp giấy phép đánh bạc vì lo ngại khu nghỉ dưỡng không được tài trợ đầy đủ.
Milton Prell đã mua khách sạn và bắt đầu một cuộc cải tạo rộng rãi trị giá 3 triệu đô la trước khi mở lại khách sạn với tên Aladdin vào ngày 1 tháng 4 năm 1966. Một tòa tháp khách sạn 19 tầng đã được thêm vào năm 1976. Sau nhiều lần thay đổi chủ sở hữu, Aladdin đã bị đóng cửa vào năm 1997 và bị phá hủy vào năm sau để nhường chỗ cho một khu nghỉ dưỡng Aladdin mới khai trương vào năm 2000.

## Lịch sử

### Tallyho (1962–1963)
Khách sạn Tallyho theo phong cách kiến trúc Tudor của Anh được hình thành bởi chủ sở hữu Edwin S. Lowe, một nhà sản xuất đồ chơi ở New York, người cũng kiêm nhiệm chức vụ chủ tịch khách sạn. Lowe, người tin rằng có một số khách du lịch Las Vegas không quan tâm đến cờ bạc, đã chọn không thêm sòng bạc vào Tallyho. Khách sạn được xây dựng trên Las Vegas Strip, đối diện với khu nghỉ dưỡng Dunes. Việc xây dựng Tallyho đã được tiến hành vào tháng 3 năm 1962, với kế hoạch khai trương vào tháng 7. Vào tháng 5 năm 1962, Hội đồng Nước ngầm Quận Clark đã từ chối đơn xin cấp giấy phép giếng nước sẽ được sử dụng cho sân golf pitch and putt chín lỗ, mà Lowe dự định xây dựng ở phía sau khu đất. Một sân golf chín lỗ cuối cùng đã được thêm vào các kế hoạch cuối cùng.
Vào tháng 6 năm 1962, việc khai trương khách sạn đã bị trì hoãn đến ngày 1 tháng 10 năm 1962. Đồng thời, các quan chức quận phát hiện ra rằng khách sạn ba tầng bằng vữa có thể vi phạm quy tắc phòng cháy chữa cháy. Chủ sở hữu được yêu cầu đề xuất kế hoạch chống cháy cho mái nhà và gác mái bằng gỗ của khách sạn. Các quan chức quận đề xuất lắp đặt hệ thống phun nước hoặc vách thạch cao ở gác mái, cũng như bổ sung các vật liệu chống cháy trên mái của các cấu trúc khách sạn. Vào tháng 11 năm 1962, các vị trí quan trọng trong khu nghỉ dưỡng đã được công bố và ngày khai trương vào tuần Giáng sinh đang được lên kế hoạch.
Khách sạn Tallyho và Country Club khai trương vào ngày 24 tháng 12 năm 1962, với chi phí 12 triệu đô la. Lễ khai trương hoành tráng được tổ chức vào tháng 2 năm 1963. Đây là khu nghỉ dưỡng lớn duy nhất ở Nevada không có sòng bạc. Khách sạn có 450 phòng, 32 biệt thự, 6 nhà hàng, khu vực cưỡi ngựa và đi xe đạp, và dịch vụ trực thăng đưa đón khách đến các điểm tham quan gần đó như Núi Charleston và Hồ Mead. Mặc dù không có sòng bạc, nhưng khách sạn đã hoạt động thành công vào thời điểm khai trương. Tuy nhiên, Tallyho đã đóng cửa vào ngày 10 tháng 10 năm 1963 do doanh thu thấp gây ra bởi việc thiếu sòng bạc. Việc đóng cửa đã ảnh hưởng đến 100 nhân viên, và Lowe thừa nhận rằng đó là một sai lầm khi không mở khách sạn với một sòng bạc liền kề.

### King's Crown Tallyho (1963–1966)
Chuỗi khách sạn Kings Crown Inns of America đã mua lại Tallyho với giá 7 triệu đô la Mỹ và mở cửa lại với tên King's Crown Tallyho vào ngày 5 tháng 11 năm 1963. Kings Crown dự định sẽ sớm bổ sung thêm sòng bạc và phòng trưng bày. Tallyho là khách sạn đầu tiên của Kings Crown ở miền tây Hoa Kỳ.
Hệ thống ánh sáng và âm thanh cho phòng trưng bày được hoàn thiện vào tháng 3 năm 1964, trong khi Kings Crown dự định khai trương phòng trưng bày vào mùa hè. Những người thiết kế âm thanh cho phòng trưng bày đã tham khảo ý kiến của các kỹ sư âm thanh tại Đại học California, Los Angeles. Nhà sản xuất phim Steve Parker, chồng của nữ diễn viên Shirley MacLaine, được bổ nhiệm làm giám đốc phòng trưng bày của khách sạn, với tên gọi Crown Room Theater-Restaurant. Ngoài ra, Parker cũng được bổ nhiệm làm đồng sở hữu khu nghỉ dưỡng. Vào tháng 4 năm 1964, một đám cháy đã xảy ra tại một trong những phòng khách sạn và gây thiệt hại do khói cho một phần của khách sạn. Đám cháy được cho là do một điếu thuốc lá gây ra.
Lễ khởi công xây dựng sòng bạc và phòng trưng bày được lên kế hoạch vào cuối tuần ngày 11-12 tháng 4 năm 1964. Các nhân vật nổi tiếng, bao gồm MacLaine, dự kiến sẽ tham dự buổi lễ. Các hạng mục bổ sung khác trong dự án mở rộng trị giá 3 triệu đô la sẽ bao gồm một hội nghị và một nhà hàng khác. Kế hoạch tương lai bao gồm việc bổ sung một tòa nhà khách sạn 15 tầng với 500 phòng. Việc xây dựng sòng bạc và phòng trưng bày đã được tiến hành vào tháng 5 năm 1964. Trong khi đó, Parker đang lên kế hoạch cho một chương trình sẽ có sự tham gia của các cô gái biểu diễn không hở ngực, một khái niệm không có trong các chương trình biểu diễn của các cô gái biểu diễn khác ở Las Vegas.
Đến cuối năm 1964, một tập đoàn gồm 6 công ty, với tổng số 17 cổ đông, đã nộp đơn xin giấy phép kinh doanh cờ bạc để mở sòng bạc như một phần của khoản đầu tư 500.000 đô la Mỹ. Vào ngày 22 tháng 12 năm 1964, Ủy ban Kiểm soát Trò chơi Nevada đã hoãn việc phê duyệt giấy phép kinh doanh cờ bạc cho đến tháng sau để có thời gian điều tra tình hình tài chính của tập đoàn. Ngày khai trương sòng bạc đã được lên kế hoạch vào đêm giao thừa, trong khi vẫn có khả năng phòng trưng bày và hai nhà hàng mới sẽ mở cửa vào thời điểm đó, nhưng cuối cùng chúng đã không mở cửa. Dự kiến sẽ có tổng cộng 500 người được tuyển dụng tại các cơ sở mới của khu nghỉ dưỡng. Vào tháng 1 năm 1965, Hội đồng Kiểm soát Trò chơi đã xem xét yêu cầu cấp giấy phép kinh doanh cờ bạc, nhưng đồng ý với yêu cầu của khách sạn về việc trì hoãn việc phê duyệt thêm 30 ngày để các thành viên trong tập đoàn có thể giải quyết các thỏa thuận tài chính. Vào thời điểm đó, tập đoàn bao gồm 18 người với tổng số vốn đầu tư là 800.000 đô la Mỹ.
Vào tháng 2 năm 1965, khi Hội đồng Kiểm soát Trò chơi đang xem xét việc cấp giấy phép kinh doanh cờ bạc, khách sạn đã đệ trình nhiều thay đổi về tập đoàn, bao gồm việc tăng tỷ lệ sở hữu của Parker từ 8% lên 20%. Hội đồng Kiểm soát Trò chơi đã hoãn việc phê duyệt giấy phép kinh doanh cờ bạc cho đến tháng sau.
Yêu cầu cấp giấy phép kinh doanh cờ bạc đã được rút lại vào tháng 3 năm 1965 để có thêm thời gian tổ chức lại tập đoàn. Cuối tháng đó, Kings Crown Tallyho Inn Incorporated, Equitable Real Estate Investment Trust và Fidelity Real Estate Investment Trust đã đệ đơn kiện yêu cầu loại bỏ những người thuê hiện tại của khách sạn vì đã không trả 632.000 đô la tiền thuê và các khoản thanh toán khác. Các công ty tuyên bố rằng các nhóm khác quan tâm đến việc tiếp quản khu nghỉ dưỡng ngay khi những người thuê, bao gồm Chuck Luftig và Edward Nealis, có thể bị loại bỏ.
Dịch vụ điện thoại đến khách sạn đã bị cắt vào tháng 4 năm 1965 do các hóa đơn điện thoại chưa thanh toán từ tháng 1. Tất cả 50 khách không thường trú được yêu cầu rời khách sạn. Luftig và Nealis đã bị loại bỏ khỏi vị trí người thuê vào cuối tháng, sau khi một thẩm phán ra phán quyết rằng khách sạn phải được trả lại cho Kings Crown. Tháng sau, Luftig và Nealis yêu cầu bồi thường 3,3 triệu đô la, cáo buộc Kings Crown đã không hoàn thành các cải thiện cần thiết cho khách sạn trong khoảng thời gian từ tháng 8 năm 1964 đến tháng 1 năm 1965, dẫn đến thiệt hại tài chính.

### Aladdin (1966–1998)

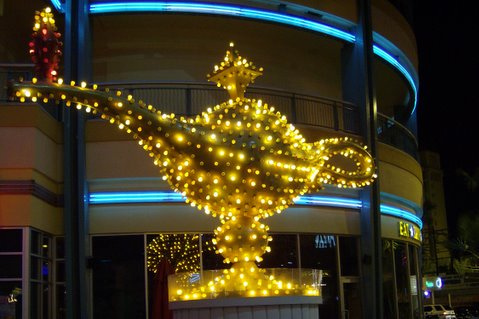
Chiếc đèn Aladdin ban đầu vào năm 2008, hiện là một phần của Bảo tàng Neon

Vào ngày 1 tháng 1 năm 1966, Milton Prell đã đồng ý mua lại King's Crown Tallyho, thuộc sở hữu của ba quỹ tín thác do anh em nhà Cook ở Indiana giám sát. Prell đồng ý mua khu nghỉ dưỡng với giá 10 triệu đô la Mỹ,  sẽ được trả theo từng tháng.
Milton Prell đã công bố kế hoạch loại bỏ chủ đề Anh cũ và mở lại khu nghỉ dưỡng với tên gọi Aladdin theo chủ đề phương Đông vào ngày 16 tháng 4 sau một cuộc cải tạo rộng rãi trị giá 3 triệu đô la Mỹ. Prell cũng có kế hoạch xây dựng một tòa khách sạn bổ sung 40 tầng trị giá 20 triệu đô la Mỹ với 600 phòng. Việc xây dựng tòa nhà cao tầng dự kiến sẽ bắt đầu vào cuối năm. Martin Stern Jr. là kiến trúc sư cho dự án Aladdin, trong khi R. C. Johnson and Associates là nhà thầu và được thuê để xây dựng các cơ sở mới và cải tạo các cấu trúc hiện có. Kế hoạch cải tạo bao gồm việc tu sửa phòng trưng bày và phòng chờ, cũng như sòng bạc và mặt tiền của khách sạn. Thang máy và thang cuốn cũng được lắp đặt tại hai lối vào chính phía trước của khách sạn. Các cánh phòng theo chủ đề Anh ban đầu được giữ lại, nhưng được nhận chủ đề Nghìn lẻ một đêm cùng với phần còn lại của khu nghỉ dưỡng. Aladdin được đặt tên theo nhân vật cùng tên.
Hai tuần sau khi Prell tiếp quản khách sạn, ngày khai trương mới là ngày 1 tháng 4 đã được công bố do quá trình cải tạo diễn ra nhanh chóng, trong khi việc xây dựng tòa nhà cao tầng dự kiến sẽ bắt đầu vào mùa thu. Cuối tháng đó, Prell đã yêu cầu cấp giấy phép cờ bạc để vận hành 27 trò chơi trên bàn và 350 máy đánh bạc, với hoạt động của sòng bạc được tài trợ với chi phí 400.000 đô la thông qua Prell và các đối tác của ông, Gil Gilbert và Sidney Krystal. Prell sở hữu 20% cổ phần trong công ty khách sạn, trong khi Gilberts, phó chủ tịch công ty, nắm giữ 5% và Krystal, thư ký kiêm thủ quỹ, sở hữu 7%. Một nhóm lớn các nhà đầu tư sở hữu số cổ phiếu còn lại. Prell đã bổ nhiệm Joe Rollo và Bernie Richards, cả hai đều đến từ Beverly Hills, làm giám đốc giải trí và giám đốc dàn nhạc tương ứng. Ủy ban Cờ bạc đã khuyến nghị phê duyệt yêu cầu cấp giấy phép cờ bạc của Prell vào tháng 2 năm 1966. Prell đã được phê duyệt vào tháng sau cho giấy phép cờ bạc và rượu, với sự chấp thuận vận hành 351 máy đánh bạc và 29 trò chơi trên bàn.

#### Mở cửa và thay đổi quyền sở hữu
Khu nghỉ dưỡng đã khai trương với tên Milton Prell's Aladdin vào nửa đêm ngày 1 tháng 4 năm 1966, trở thành khu nghỉ dưỡng lớn đầu tiên mở cửa trên Las Vegas Strip trong vòng chín năm. Aladdin bao gồm sòng bạc lớn nhất trên Las Vegas Strip và rạp hát Bagdad 500 chỗ. Những người có mặt tại lễ khai trương bao gồm Prell và vợ ông, cũng như Chủ tịch Ủy ban Quận William H. Briare, Thị trưởng Las Vegas Oran K. Gragson, và nhà xuất bản Las Vegas Sun Hank Greenspun. Aladdin, tọa lạc trên diện tích 35 mẫu Anh (14 ha), bao gồm một sân golf và năm nhà hàng. Một tuần sau khi khai trương, biển hiệu cho sòng bạc Dunes đã chào đón Aladdin và chúc khu nghỉ dưỡng mới "may mắn". Aladdin được coi là một trong những khu nghỉ dưỡng sang trọng nhất trên Las Vegas Strip, mặc dù lợi nhuận thường thấp. Xây dựng phần thêm của khách sạn cao tầng được lên lịch bắt đầu vào tháng 10 năm 1966.
Tháng 9 năm 1966, chín người, bao gồm con gái của Prell, Sheila, đã được chấp thuận đầu tư 287.500 đô la để sở hữu 11,5% cổ phần của Aladdin. Vào cuối năm 1966, Prell ngừng thanh toán cho các quỹ tín thác, nói rằng ông không đủ khả năng chi trả giá bán tổng thể 10 triệu đô la. Các quỹ tín thác đã đồng ý giảm giá bán xuống còn 5 triệu đô la, và việc Prell mua tài sản này đã hoàn thành vào ngày 9 tháng 2 năm 1967. Prell Hotel Corporation là chủ sở hữu mới. Tháng 5 năm 1967, Aladdin đã tổ chức đám cưới của Elvis và Priscilla Presley. Năm 1968, MK Investment Corporation đã đưa ra một lời đề nghị mua lại Aladdin không thành công. Việc cải tạo trị giá tổng cộng 750.000 đô la đã được hoàn thành vào tháng 8 năm 1969, bao gồm việc biến Sinbad Lounge thành một không gian kín và được san phẳng trên sàn sòng bạc với họa tiết Ả Rập.
Năm 1969, Parvin Dohrmann Corporation tiếp quản Aladdin và công ty được đổi tên thành Recrion Corporation. Vào tháng 2 năm 1971, một nhóm do cư dân Las Vegas Walter Gardner dẫn đầu đã đồng ý mua lại Aladdin với giá 16,5 triệu đô la. Việc bán hàng sẽ được hoàn thành khi chủ sở hữu mới nhận được giấy phép hoạt động sòng bạc của Aladdin. Thỏa thuận giữa Recrion và Gardner yêu cầu việc bán hàng phải được hoàn thành trước ngày 15 tháng 5 năm 1971. Gardner là cựu giám đốc điều hành của Binion's Horseshoe ở trung tâm Las Vegas, và nhóm của ông bao gồm sáu nhà đầu tư không được tiết lộ danh tính. Vào tháng 5 năm 1971, Recrion đã gia hạn thời hạn cho nhóm để huy động tiền để hoàn thành việc mua lại. Thỏa thuận đã bị hủy bỏ sau đó trong tháng sau khi Gardner không thể thực hiện việc mua lại, dẫn đến việc Recrion đệ đơn kiện Gardner đòi bồi thường 250.000 đô la.
Đến cuối năm 1971, Recrion đang lên kế hoạch bán Aladdin với giá 5 triệu đô la, nhằm giúp trả nợ cho khu nghỉ dưỡng. Aladdin đã được bán cho Sam Diamond, các chính trị gia ở St. Louis là Peter Webbe và Sorkis Webbe, và luật sư Richard L. Daly ở St. Louis với giá 5 triệu đô la. Các chủ sở hữu mới đã công bố kế hoạch xây dựng Regency Tower, tòa tháp 24 tầng, 800 phòng trị giá 25 triệu đô la, liền kề với Aladdin và dự kiến sẽ mở cửa vào cuối năm 1973. Dưới thời chủ sở hữu mới, một cuộc cải tạo trị giá 60 triệu đô la đã được thực hiện, bao gồm việc bổ sung một tòa tháp 17 tầng và Trung tâm Biểu diễn Nghệ thuật 7.500 chỗ ngồi mới thay thế sân golf, vốn vượt ngân sách 4 triệu đô la.
Việc xây dựng "Tháp Hoàng gia" 19 tầng bắt đầu vào tháng 5 năm 1975. Tòa tháp được thiết kế bởi Lee Linton và được xây dựng bởi Tập đoàn Del E. Webb. Tòa tháp mở cửa vào ngày 1 tháng 6 năm 1976.

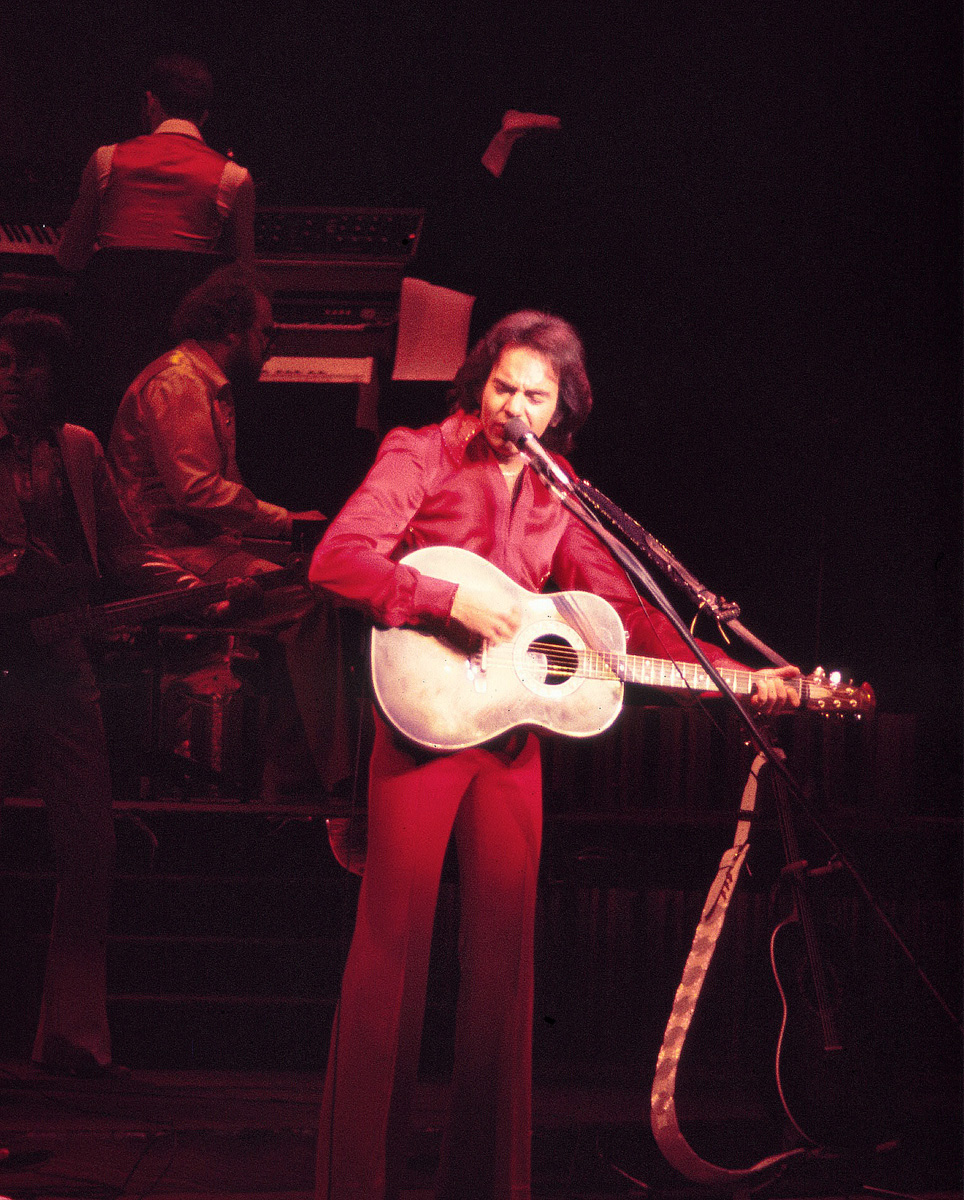
Neil Diamond biểu diễn tại Nhà hát Aladdin dành cho Nghệ thuật Biểu diễn vào ngày 2 tháng 7 năm 1976

Tháng 8 năm 1979, một số cá nhân đã bị bồi thẩm đoàn liên bang Detroit kết tội âm mưu cho phép các chủ sở hữu ẩn danh kiểm soát khu nghỉ dưỡng, và sau đó Ủy ban Trò chơi Nevada đã đóng cửa khách sạn.
Khu nghỉ dưỡng đã được bán cho Wayne Newton và Ed Torres vào năm 1980 với giá 85 triệu đô la, từ chối lời đề nghị của diễn viên hài Johnny Carson. Newton đã bán cổ phần của mình cho Torres 21 tháng sau đó. Newton đã kiện NBC, người đã tuyên bố trong các chương trình phát sóng rằng việc mua lại Aladdin của ông có liên quan đến mafia. Ông đã thắng một phán quyết trị giá 22,8 triệu đô la, nhưng đã bị hủy bỏ khi kháng cáo. Vào tháng 2 năm 1984, Aladdin đã nộp đơn xin phá sản theo Chương 11.
Năm 1986, doanh nhân Nhật Bản Yasuda Ginji đã mua lại Aladdin từ tình trạng phá sản với giá 54 triệu đô la. Yasuda đã chi thêm 35 triệu đô la để cải tạo khu nghỉ dưỡng. Yasuda đã bị các cơ quan quản lý của tiểu bang loại bỏ tư cách điều hành sòng bạc vào tháng 9 năm 1988. Yasuda đã nộp đơn xin phá sản theo Chương 11 cho khu nghỉ dưỡng vào tháng 10 năm 1989 và qua đời hai tháng sau đó. Tòa nhà đã được công khai rao bán vào năm 1990, sau nhiều tháng cố gắng tìm kiếm người mua tư nhân không thành công.
Tập đoàn Bell Atlantic-Tricon Leasing Corporation có trụ sở tại New Jersey đã mua lại khu nghỉ dưỡng từ Ginji Corporation sau khi phá sản vào năm 1991. Cùng năm đó, Bell Atlantic-Tricon đã rao bán tài sản này với giá tối thiểu là 44 triệu đô la. Vào tháng 1 năm 1994, doanh nhân Donald Trump đã cân nhắc việc mua lại Aladdin với giá 51 triệu đô la, mặc dù Bell Atlantic-Tricon đã từ chối bán tài sản này với giá dưới 60 triệu đô la. Trump quyết định không mua lại Aladdin vì ông cảm thấy giá quá cao. Sự quan tâm đến tài sản này đã tăng lên sau thông tin về việc Trump có khả năng mua lại, với sự xuất hiện của một số người mua tiềm năng. Tại thời điểm đó, khu nghỉ dưỡng bao gồm một khách sạn 1.000 phòng và một sòng bạc rộng 37.000 feet vuông. Cuối năm 1994, Jack Sommer, một nhà phát triển bất động sản ở Las Vegas và Sommer Family Trust đã mua lại khách sạn. Sommer Family Trust sở hữu Aladdin thông qua Aladdin Gaming Corporation - công ty cũng điều hành khu nghỉ dưỡng - và Aladdin Holdings LLC. Một cặp chim ưng peregrine nguy cấp đã làm tổ trên tháp khách sạn vào giữa những năm 1990.
Vào tháng 5 năm 1996, Ủy ban Quận Clark đã phê duyệt kế hoạch cải tạo và mở rộng trị giá 600 triệu đô la cho Aladdin, khi đó có 1.100 phòng khách sạn. Sommer và quận đã dành sáu tháng để làm việc trên thiết kế của dự án, dự án sẽ giữ lại tháp khách sạn và nhà hát ban đầu. Việc mở rộng sẽ bao gồm bốn tháp khách sạn mới, trong đó có tòa tháp trung tâm hình chữ nhật cao 400 feet. Các bổ sung khác sẽ bao gồm một khu chung cư nghỉ dưỡng có 256 phòng, một khách sạn-sòng bạc có 300 phòng và một trung tâm mua sắm sẽ được đồng quản lý bởi Eddie DeBartolo. Khách sạn sẽ tiếp tục hoạt động trong thời gian dự án mở rộng, dự kiến sẽ kéo dài từ 24 đến 30 tháng. Vào ngày 6 tháng 12 năm 1996, ban nhạc rock psychedelic Mỹ Phish đã biểu diễn tại Aladdin, đánh dấu sự xuất hiện lần đầu tiên ở Las Vegas của ban nhạc. Buổi biểu diễn cuối cùng đã được phát hành dưới dạng CD/DVD có tựa đề Vegas 96. Buổi hòa nhạc có sự xuất hiện của khách mời là các thành viên của ban nhạc Primus và một nhóm người giả dạng Elvis.
Vào tháng 1 năm 1997, Aladdin Gaming Corporation đã thông báo rằng London Clubs International sẽ đầu tư 50 triệu đô la để sở hữu 25% cổ phần của khu nghỉ dưỡng Aladdin. London Clubs có kế hoạch bổ sung một cơ sở chơi game sang trọng cho Aladdin, nhằm thu hút những người chơi có số tiền đặt cược lớn. Cơ sở mới sẽ bao gồm 30 bàn chơi game và 100 máy đánh bạc. Nó sẽ là một phần của dự án cải tạo và mở rộng hai năm, dự kiến sẽ có chi phí 750 triệu đô la và được lên kế hoạch bắt đầu vào cuối năm 1997. Cơ sở chơi game mới sẽ có thiết kế theo phong cách châu Âu. Aladdin đã gặp khó khăn trong việc cạnh tranh với các khu nghỉ dưỡng lớn hơn trên Las Vegas Strip.
Vào tháng 3 năm 1997, Aladdin Holdings đã thông báo rằng khu nghỉ dưỡng sẽ bổ sung một trung tâm mua sắm rộng 450.000 feet vuông (42.000 m2) như một phần của dự án mở rộng. Nó sẽ có chủ đề Ả Rập của Aladdin và dự kiến sẽ mở cửa vào năm 1999, với TrizecHahn Corporation phụ trách việc xây dựng, cho thuê và vận hành. Trung tâm mua sắm, được gọi là Desert Passage, dự kiến sẽ có chi phí 210 triệu đô la. Đối với dự án mở rộng, Jack Sommer đã cân nhắc nhiều lựa chọn khác nhau, bao gồm việc đóng cửa khu nghỉ dưỡng để cải tạo và phá bỏ hoàn toàn khu nghỉ dưỡng để xây dựng một khu nghỉ dưỡng mới.

#### Đóng cửa và phá hủy
Vào ngày 25 tháng 9 năm 1997, có thông báo rằng khách sạn Aladdin sẽ đóng cửa sau hai tháng và cuối cùng sẽ bị phá hủy để nhường chỗ cho một khu nghỉ dưỡng Aladdin mới lớn gấp ba lần khu nghỉ dưỡng ban đầu và sẽ bao gồm trung tâm thương mại Desert Passage. Khách sạn Aladdin có 1.485 nhân viên, trong khi khu nghỉ dưỡng mới sẽ sử dụng hơn 7.000 người. Nhà hát Aladdin dành cho Nghệ thuật Biểu diễn với 7.000 chỗ ngồi sẽ được giữ lại và hiện đại hóa cho khu nghỉ dưỡng mới. Một trong những buổi biểu diễn cuối cùng tại nhà hát Aladdin là Jane's Addiction.
Khách sạn Aladdin đóng cửa lúc 6:00 chiều ngày 25 tháng 11 năm 1997. Ít khách hàng sòng bạc tỏ ra buồn bã về việc đóng cửa. Nhà hát Aladdin đã tổ chức buổi biểu diễn cuối cùng vào tối hôm đó, với một chương trình của Mötley Crüe. Buổi biểu diễn trở nên hỗn loạn khi ban nhạc khuyến khích khán giả đứng dậy, khi một người cố gắng lấy chiếc mũ của tay guitar Mick Mars, vô tình đánh ngã anh ta. Việc phá dỡ dự kiến bắt đầu vào tháng 12 năm 1997, và việc đánh sập tòa tháp khách sạn dự kiến diễn ra vào tháng 2 năm 1998. Porte cochere của Aladdin có 9.230 bóng đèn, tổng chi phí thắp sáng trong năm 1997 là 23.499 đô la. Vào tháng 2 năm 1998, Aladdin Gaming tuyên bố rằng họ đã tài trợ cho kế hoạch xây dựng khu nghỉ dưỡng Aladdin mới, dự kiến chi phí 826 triệu đô la. National Content Liquidators đã tiến hành bán thanh lý tại chỗ khách sạn Aladdin bắt đầu từ ngày 6 tháng 3 năm 1998.
Vào ngày 27 tháng 4 năm 1998, tòa tháp khách sạn đã bị phá hủy bằng thuốc nổ lúc 7:27 chiều để nhường chỗ cho việc xây dựng khu nghỉ dưỡng Aladdin mới. Đây là khu nghỉ dưỡng thứ năm ở Las Vegas bị phá hủy bằng thuốc nổ.
Ước tính có khoảng 20.000 người đã đến xem vụ nổ từ các khu vực gần đó. Các giám đốc của Aladdin đã dựng một chiếc lều 1.000 người gần khách sạn Aladdin và tính phí 250 đô la một vé để mọi người xem vụ phá hủy bằng thuốc nổ từ bên trong lều, với số tiền thu được được quyên góp cho Quỹ Make-A-Wish của miền nam Nevada. Biển hiệu của khu nghỉ dưỡng cũ có dòng chữ: "Từ tro bụi, Aladdin trỗi dậy một lần nữa. Gặp lại bạn vào năm 2000."

### Khu nghỉ dưỡng mới (2000-nay)

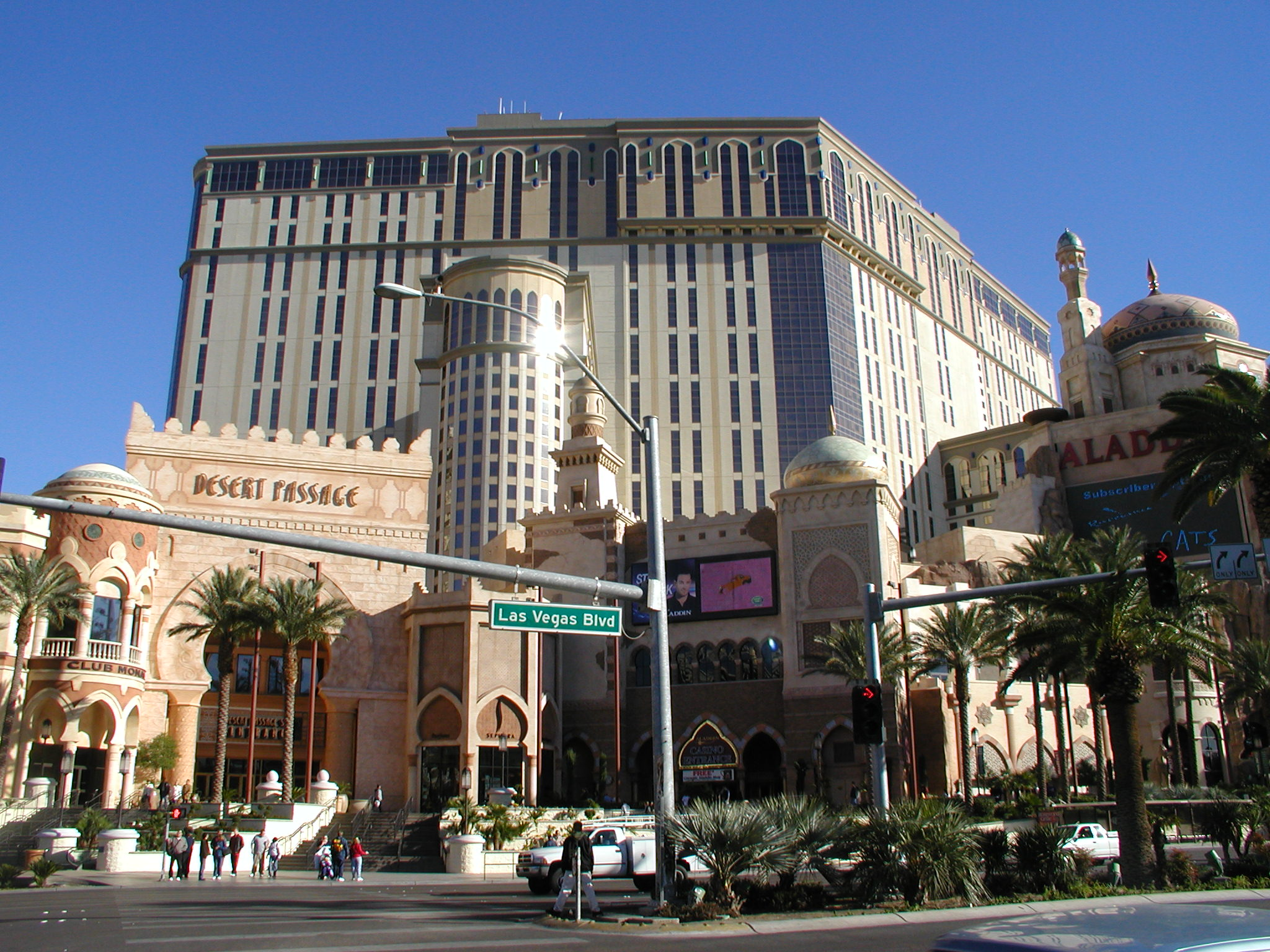
Khu nghỉ dưỡng Aladdin mới vào năm 2005 trước khi được đổi tên thành Planet Hollywood

Khu nghỉ dưỡng Aladdin mới khai trương vào tháng 8 năm 2000. Khu nghỉ dưỡng gặp phải các vấn đề tài chính và nộp đơn xin bảo hộ phá sản theo Chương 11 vào tháng 9 năm 2001. Vào tháng 2 năm 2002, Aladdin Gaming đang tìm kiếm những người mua tiềm năng. Khu nghỉ dưỡng đã được bán trong thủ tục phá sản vào ngày 20 tháng 6 năm 2003 cho một tập đoàn của Planet Hollywood và Starwood. Sau khi được cải tạo, khu nghỉ dưỡng bắt đầu hoạt động vào năm 2007 dưới tên "Planet Hollywood".

## Lịch sử điện ảnh
Robert Hirsch, một nhà tư vấn địa điểm ở Las Vegas và cựu giám đốc của Phòng Phân phối Điện ảnh Nevada, cho biết các đoàn làm phim và truyền hình "luôn yêu thích cổng chính" của Aladdin, nhưng họ "không thích phần còn lại của nơi này." Sòng bạc của Aladdin được giới thiệu đáng kể trong bộ phim Going in Style năm 1979 và bộ phim Heat năm 1986. Cổng chính và sòng bạc xuất hiện trong bộ phim Best of the Best II năm 1993, trong khi nhà hát xuất hiện trong bộ phim tài liệu Dancing for Dollars năm 1997. Behind Closed Doors, một loạt phim tài liệu, đã quay cảnh chuẩn bị phá dỡ tòa tháp khách sạn trước khi nó bị đánh sập. Loạt phim cũng đặt máy quay bên trong tòa tháp để cung cấp một cái nhìn bên trong tòa nhà trong quá trình đánh sập. Aladdin cũng xuất hiện trong một tập phim năm 1998 của Ohh Nooo! Mr. Bill Presents, trong đó nhân vật ông Bill biểu diễn tại khu nghỉ mát. Cảnh quay vụ đánh sập được sử dụng trong Gambling, Gods and LSD (2002), trong phần kết thúc của bộ phim The Cooler năm 2003 và trong bộ phim The Misfits năm 2021.